# 勒蒂山
47°15′29″N 7°31′41″E / 47.257962°N 7.527934°E

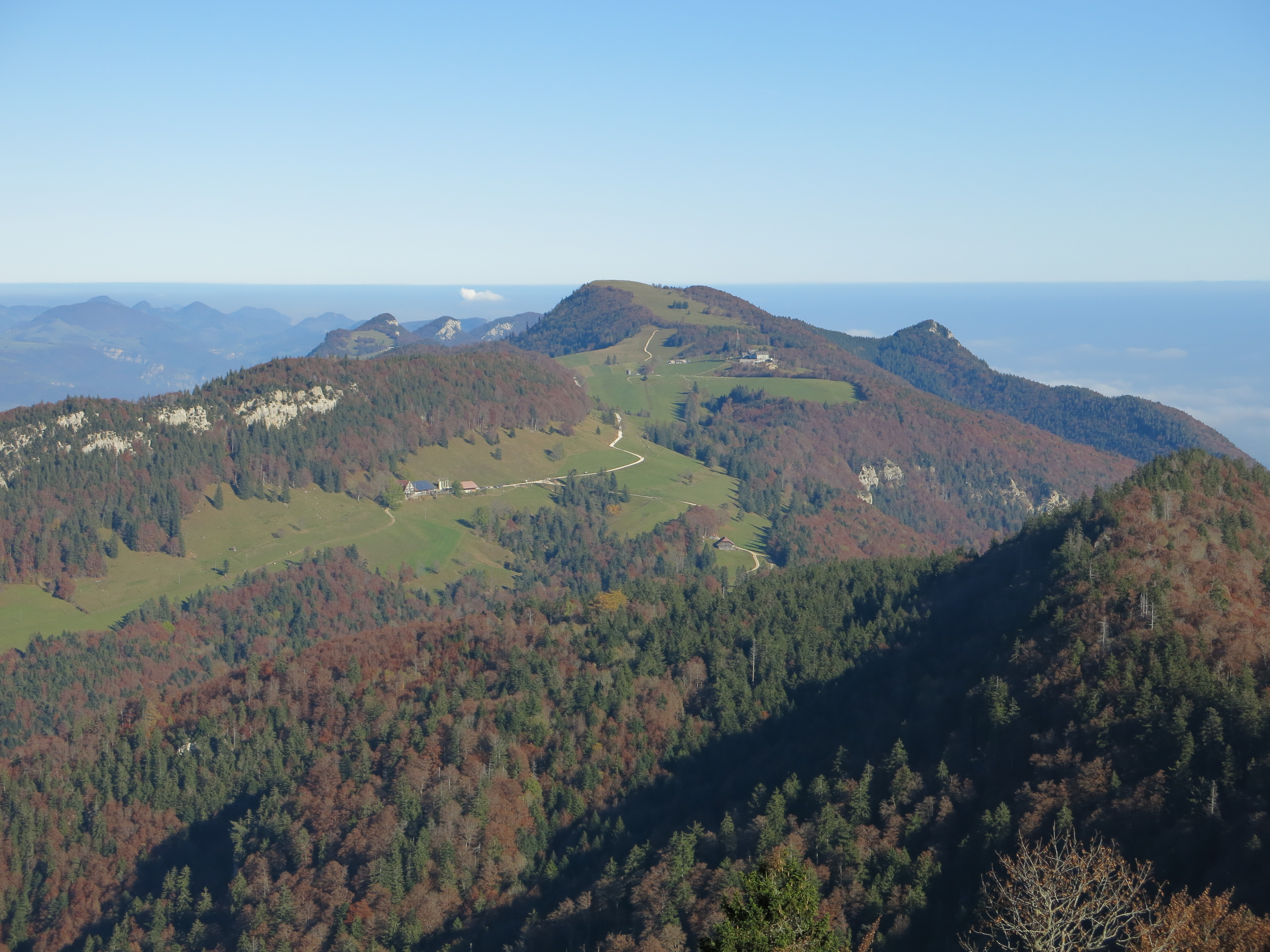

勒蒂山（Röti），是瑞士的山峰，位於該國北部，由索洛圖恩州負責管轄，屬於魏森施泰因山的一部分，距離哈森馬特山5.9公里，海拔高度1,395米。地形突起度为213米。